# Бриджес, Барри
Барри Джон Бриджес (англ. Barry John Bridges; родился 29 апреля 1941 года, в Хорсфорде, Норфолк, Англия) — английский футболист и футбольный тренер. Выступал на позиции нападающего. Играл за футбольные клубы «Челси», «Бирмингем Сити», «Куинз Парк Рейнджерс», «Миллуолл» и сборную Англии. Является десятым рекордсменом «Челси» по количеству голов за клуб — 93 гола.

## Клубная карьера
Бриджес начал свою футбольную карьеру в академии «Норвич Сити». Он так же играл за любительскую команду «Норфолк Бойз». Позже Бриджес перешёл в академию «Челси», а затем в феврале 1959 года он дебютировал в матче против «Вест Хэм Юнайтед» и забил свой первый гол, оказавшийся победным 3:2. В сезоне 1961/62 Бриджес стал игроком основы, он проявил себя плодовитым нападающим забив 20 голов, но это не спасло клуб от вылета во Второй дивизион. Плодовитый и разносторонний нападающий, который мог сыграть как в центре нападения, так и на фланге Бриджес был важной частью команды главного тренера Томми Дохерти для выхода в Первый дивизион. Цель была выполнена, «Челси» вернулся в элиту. Сезон 1964/65 стал самым успешным в карьере Барри, он забил 27 голов в 42 матчах, а «Челси» выиграл Кубок Футбольной лиги, но потерпел неудачи в чемпионате и Кубке Англии. Именно в этом сезоне, Бриджес, наряду с несколькими другими игроками, был наказан за нарушение комендантского часа, установленного тренером команды Т. Дохерти перед важнейшей игрой против «Бернли». Из-за этого нарушения отношения тренера с его игроками ухудшились. После ещё одного сезона в «Челси», Бриджес в мае 1966 года был продан в клуб второго дивизиона «Бирмингем Сити» за 55 тыс. фунтов. Он продолжил свою впечатляющую голеодорскую игру, забив на «Сент-Эндрюс» 47 голов в 100 матчах. С «Бирмингем Сити» он дошёл до полуфинала Кубка Футбольной лиги в 1967 году и полуфинала Кубка Англии полуфинале год спустя. После последнего поражения, он перешёл в «Куинз Парк Рейнджерс», позже он играл за «Миллуолл», «Брайтон энд Хоув Альбион» и южноафриканский «Хайландс Парк». Он завершил карьеру забив более 200 голов.

## Тренерская карьера
Вернувшись из ЮАР Бриджес уехал в Ирландию и стал играющим тренером «Сент-Патрикс Атлетик» в марте 1976 года. В феврале 1978 года он был уволен с поста тренера, за это время он успел подписать краткосрочный контракт с Гордоном Бэнксом. Позже он стал играющим тренером «Слайго Роверс», но и там он долго не задержался и вернулся обратно в Англию, на свою малую родину в Норфолк тренировать «Дерхэм Таун», а позже «Хорсфорд Юнайтед».

## Международная карьера
Бриджес провёл за сборную Англии в 1965 году 4 матча и забил 1 гол. Дебютировал 10 апреля 1965 года против сборной Шотландии на Домашнем чемпионате Великобритании. Свой первый и единственный гол он забил в товарищеском матче против сборной Югославии 9 мая 1965 года, сравняв счёт 1:1, который так и не изменился. Бриджес был в предварительном списке игроков, выбранных Альфом Рамсеем на чемпионат мира 1966 года, но так и не попал в окончательную заявку.

## Статистика выступлений

### Клубная статистика
Статистика игрока.
| Выступление      | Выступление      | Выступление      | Лига | Лига | Кубок страны | Кубок страны | Кубок лиги | Кубок лиги | Еврокубки | Еврокубки | Итого | Итого |
| Клуб             | Лига             | Сезон            | Игры | Голы | Игры         | Голы         | Игры       | Голы       | Игры      | Голы      | Игры  | Голы  |
| ---------------- | ---------------- | ---------------- | ---- | ---- | ------------ | ------------ | ---------- | ---------- | --------- | --------- | ----- | ----- |
| Челси            | Первый дивизион  | 1958/59          | 2    | 1    | 0            | 0            | 0          | 0          | 0         | 0         | 2     | 1     |
| Челси            | Первый дивизион  | 1959/60          | 1    | 0    | 0            | 0            | 0          | 0          | 0         | 0         | 1     | 0     |
| Челси            | Первый дивизион  | 1960/61          | 2    | 1    | 0            | 0            | 0          | 0          | 0         | 0         | 2     | 1     |
| Челси            | Первый дивизион  | 1961/62          | 32   | 19   | 1            | 1            | 0          | 0          | 0         | 0         | 33    | 20    |
| Челси            | Второй дивизион  | 1962/63          | 36   | 15   | 2            | 2            | 0          | 0          | 0         | 0         | 38    | 17    |
| Челси            | Первый дивизион  | 1963/64          | 33   | 15   | 3            | 0            | 0          | 0          | 0         | 0         | 36    | 15    |
| Челси            | Первый дивизион  | 1964/65          | 41   | 20   | 5            | 4            | 5          | 3          | 0         | 0         | 51    | 27    |
| Челси            | Первый дивизион  | 1965/66          | 29   | 9    | 6            | 2            | 0          | 0          | 7         | 1         | 42    | 12    |
| Челси            | Итого            | Итого            | 176  | 80   | 17           | 9            | 5          | 3          | 7         | 1         | 205   | 93    |
| Всего за карьеру | Всего за карьеру | Всего за карьеру | 176  | 80   | 17           | 9            | 5          | 3          | 7         | 1         | 205   | 93    |

### Международная статистика
| Сборная          | Сезон            | Товарищеские | Товарищеские | Турниры | Турниры | Всего | Всего |
| Сборная          | Сезон            | Игры         | Голы         | Игры    | Голы    | Игры  | Голы  |
| ---------------- | ---------------- | ------------ | ------------ | ------- | ------- | ----- | ----- |
| Англия           | 1965             | 3            | 1            | 1       | 0       | 4     | 1     |
| Всего за карьеру | Всего за карьеру | 3            | 1            | 1       | 0       | 4     | 1     |

### Матчи и голы за сборную
Статистика игрока.

| Матчи Барри Бриджеса за сборную Англии | Матчи Барри Бриджеса за сборную Англии | Матчи Барри Бриджеса за сборную Англии | Матчи Барри Бриджеса за сборную Англии | Матчи Барри Бриджеса за сборную Англии | Матчи Барри Бриджеса за сборную Англии | Матчи Барри Бриджеса за сборную Англии |
| -------------------------------------- | -------------------------------------- | -------------------------------------- | -------------------------------------- | -------------------------------------- | -------------------------------------- | -------------------------------------- |
| №                                      | Дата                                   | Оппонент                               | Счёт                                   | Голы Бриджеса                          | Соревнование                           |                                        |
| 1                                      | 10 апреля 1965                         | Шотландия                              | 2:2                                    | —                                      | Домашний чемпионат Великобритании      |                                        |
| 2                                      | 5 мая 1965                             | Венгрия                                | 1:0                                    | —                                      | Товарищеский матч                      |                                        |
| 3                                      | 9 мая 1965                             | Югославия                              | 1:1                                    | 1                                      | Товарищеский матч                      |                                        |
| 4                                      | 20 октября 1965                        | Австрия                                | 2:3                                    | —                                      | Товарищеский матч                      |                                        |

Итого: 4 матча / 1 гол; 1 победа, 2 ничьих, 1 поражение.

## Достижения
«Челси»
- Обладатель Кубка Футбольной лиги (1): 1965
- Итого: 1 трофей